# Daniel Grigore
Daniel Grigore (Brașov, 22 de julio de 1969) es un deportista rumano que compitió en esgrima, especialista en la modalidad de sable.
Ganó una medalla de bronce en el Campeonato Mundial de Esgrima de 1994, en la prueba por equipos. Participó en los Juegos Olímpicos de Barcelona 1992, ocupando el cuarto lugar en la prueba por equipos.

## Palmarés internacional
| Campeonato Mundial | Campeonato Mundial | Campeonato Mundial | Campeonato Mundial |
| Año                | Lugar              | Medalla            | Prueba             |
| ------------------ | ------------------ | ------------------ | ------------------ |
| 1994               | Atenas (Grecia)    | Medalla de bronce  | Sable por equipos  |